# E sporadico
E Sporadico o Es è una rara forma di radiopropagazione che utilizza le caratteristiche della ionosfera terrestre. Considerando che la maggior parte delle forme di propagazione skywave si avvalgono delle proprietà di ionizzazione normale e ciclico dello strato F della ionosfera, situato tra i 130 e 450 km, per riflettere o curvare nuovamente segnali radio verso la superficie della Terra, la propagazione E sporadica, rimbalza i segnali radio tramite piccole nubi di gas atmosferico insolitamente ionizzato nello strato E, regione della ionosfera più bassa e adiacente allo strato F, che si estende tra i 90 a 130 km. Questo permette la comunicazione sporadica e a lunga distanza su frequenze VHF, in genere non adatte a tale tipo di comunicazione.

## Descrizione
Le comunicazioni su distanze comprese tra 800 e 2.200 km si possono verificare anche con una sola nube Es. Questa variabilità dipende da numerosi fattori, tra cui altezza delle nuvole e la loro densità. Inoltre la Massima Frequenza Utilizzabile varia sensibilmente, di solito tra i 27 e 110 MHz, includendo la Banda FM (87.5–108 MHz), la Banda I VHF della televisione, la banda CB di 27 MHz e le bande Radioamatoriali di 10, 6 e 2 metri. Forti eventi propagativi possono portare la MUF fino a 250 MHz.
Come suggerisce il nome, l'E sporadico è un evento anomalo, non una condizione normale; può avvenire in qualsiasi momento, tuttavia segue degli schemi stagionali. Picchi di attività E sporadica avvengono prevedibilmente in estate in entrambi gli emisferi. In Nord America, e in generale nel resto dell'emisfero nord, il picco si manifesta tra metà e fine giugno, fino a luglio e agosto. Un aspetto interessante è la presenza di un picco molto più piccolo osservato intorno al solstizio d'inverno. L'attività di solito inizia a metà dicembre nell'emisfero settentrionale, con i giorni immediatamente dopo il Natale, in genere più attivi.
Nell'aprile 2010, per molti americani è stato ancora possibile ricevere le stazioni analogiche canadesi e messicane, fino a quando questi paesi non cesseranno la diffusione in VHF per passare in digitale. In Italia e in Europa si sono viste parecchie aperture estive dell'E Sporadico con la ricezione in passato di emittenti danesi, norvegesi, russe, ucraine, arabe, specialmente al sud Italia, finlandesi, portoghesi, spagnole. Ora che la maggioranza dei paesi dell'Europa Occidentale non utilizza più la Banda I VHF per la trasmissione analogica, è possibile ricevere emittenti dall'Est Europa e dal Medio Oriente. Le aperture E sporadiche ovviamente, vista la banda di frequenze interessata, permettono anche la ricezione di emittenti radiofoniche FM poste a notevole distanza dall'apparecchio ricevente ma a condizione che localmente tali frequenze non siano occupate da emissioni locali.